# Gavialosuchus
Gavialosuchus ist eine ausgestorbene Gattung von Krokodilen mit gavialartig langgezogener (longirostriner) Schnauze aus der Gruppe der Tomistominae. Gavialosuchus eggenburgensis ist die Typusart und gleichzeitig der einzige allgemein anerkannte Vertreter der Gattung. Fossilfunde stammen aus der Burgschleinitz-Formation (Unteres Miozän – Eggenburgium, vor etwa 18,5 bis 20,5 Millionen Jahren) in der Umgebung von Eggenburg in Niederösterreich.

## Etymologie und Forschungsgeschichte
Der Gattungsname setzt sich zusammen aus der Bezeichnung „Gavial“ für longirostrine Krokodile und der latinisierten Form („suchus“) für den altgriechischen Namen Σοῦχος („Souchos“) des ägyptischen Krokodilgottes Sobek. Der Artzusatz „eggenburgensis“ bezieht sich auf den Fundort bei Eggenburg. Der Artname lässt sich grob also in etwa mit „Gavial-Krokodil von Eggenburg“ übersetzen.
Für den Bau der Franz-Josefs-Bahn von Wien nach Cheb (Eger) zwischen 1866 und 1872 wurden, unter anderem auch in der Umgebung von Eggenburg, zahlreiche Kies- und Sandgruben zur Gewinnung von Baumaterial betrieben. Sowohl die Bahnbaustelle selbst, als auch die dazugehörigen Abbaue wurden regelmäßig von Johann Krahuletz besucht um nach Artefakten und Fossilien zu suchen. Dabei fand Krahuletz in einer dieser Sandgruben im Schindergraben am Westhang des Kalvarienberges bei Eggenburg neben Knochenresten der später nach ihm benannten Seekuh Metaxytherium krahuletzi auch die Fragmente eines stark zerbrochenen Krokodilschädels.
Toula und Kail gelang es die einzelnen Bruchstücke wieder zu einem nahezu vollständigen Schädel zusammenzusetzen. Die beiden verwendeten dazu Guttapercha als Klebemittel. Die Erfahrungen die Toula dabei mit dem Klebstoff sammeln konnte, kamen ihm später bei der Rekonstruktion des Schädels des Hundsheimer Nashorns zugute. Krahuletz bestand darauf, dass die Originalfossilien in Eggenburg zu verbleiben hatten und schlug Kaufangebote aus. Allerdings gestattete er die Anfertigung von Gipsabgüssen und die Wiener Wissenschaftler mussten sich damit zufriedengeben.

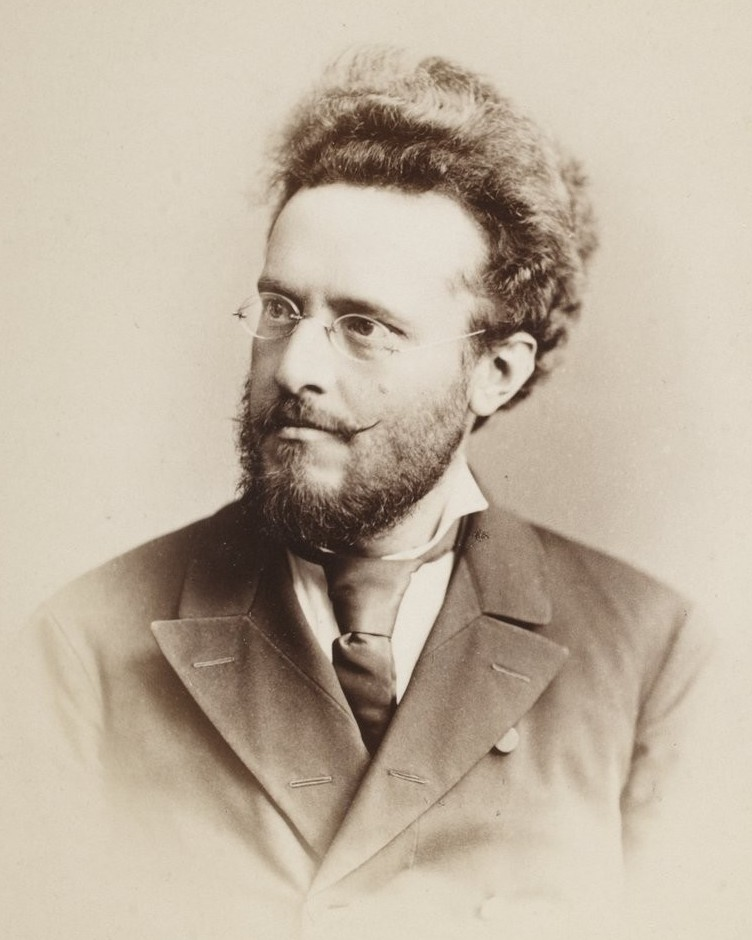
Franz Toula, 1882

Die Erstbeschreibung von Gattung und Typusart erfolgte 1885 durch Toula und Kail bereits unter dem Namen Gavialosuchus eggenburgensis beziehungsweise unter der Bezeichnung Crocodilus (Gavialosuchus) eggenburgensis. Für die Diagnose verwendeten die Autoren Vergleichsmaterial von drei rezenten Arten (Nilkrokodil, Sunda-Gavial und Gangesgavial) das ihnen jeweils von Andreas Kornhuber, Carl Brühl und Franz Steindachner aus verschiedenen Wiener zoologischen Sammlungen zur Verfügung gestellt worden war. Toula und Kail sahen im Sunda-Gavial (Tomistoma schlegelii) die am nächsten verwandte rezente Art. Die Erstbeschreibung wurde am 7. Mai 1885 in einer Sitzung der „Mathematisch–Naturwissenschaftlichen Classe“ der Kaiserlichen Akademie der Wissenschaften in Wien präsentiert. Die Ergebnisse dieser, damals wöchentlich stattfindenden, Sitzungen wurden regelmäßig im „Anzeiger der Kaiserlichen Akademie der Wissenschaften“ veröffentlicht. Im Heft 11 des Jahrgangs 1885 findet sich dementsprechend bereits eine Kurzversion der Erstbeschreibung mit einer Zusammenfassung der wesentlichsten Ergebnisse, jedoch ohne Abbildungen. Die Veröffentlichung der eigentlichen Erstbeschreibung erfolgte erst später im gleichen Jahr. Im September 1885 erschien in „The Annals and Magazine of Natural History“, eine noch weiter gekürzte Zusammenfassung in englischer Sprache.
Im November 1885 hielt Richard Lydekker einen Vortrag, der 1886 veröffentlicht wurde und in dem er die gerade erst neu aufgestellte Gattung Gavialosuchus mit der Gattung Tomistoma synonymisierte. Zu dem Zeitpunkt als Lydekker seinen Vortrag verfasste, standen ihm offensichtlich nur die Kurzversion der Erstbeschreibung von Gavialosuchus eggenburgensis und deren noch kürzere englische Übersetzung zur Verfügung. In der im Folgejahr erschienenen Publikation erwähnt er in einem Nachsatz, datiert mit 20. Januar 1886, jedoch, dass er inzwischen Gelegenheit gehabt habe die entsprechenden Abbildungen aus der eigentlichen Erstbeschreibung zu begutachten und sich in seiner zuvor bereits geäußerten Meinung voll bestätigt sehe. Vielleicht auch als Reaktion auf diese Schrift überließ Toula 1886 einen der von ihm angefertigten Gipsabgüsse dem British Museum of Natural History, an dem Lydekker damals tätig war, als Geschenk.

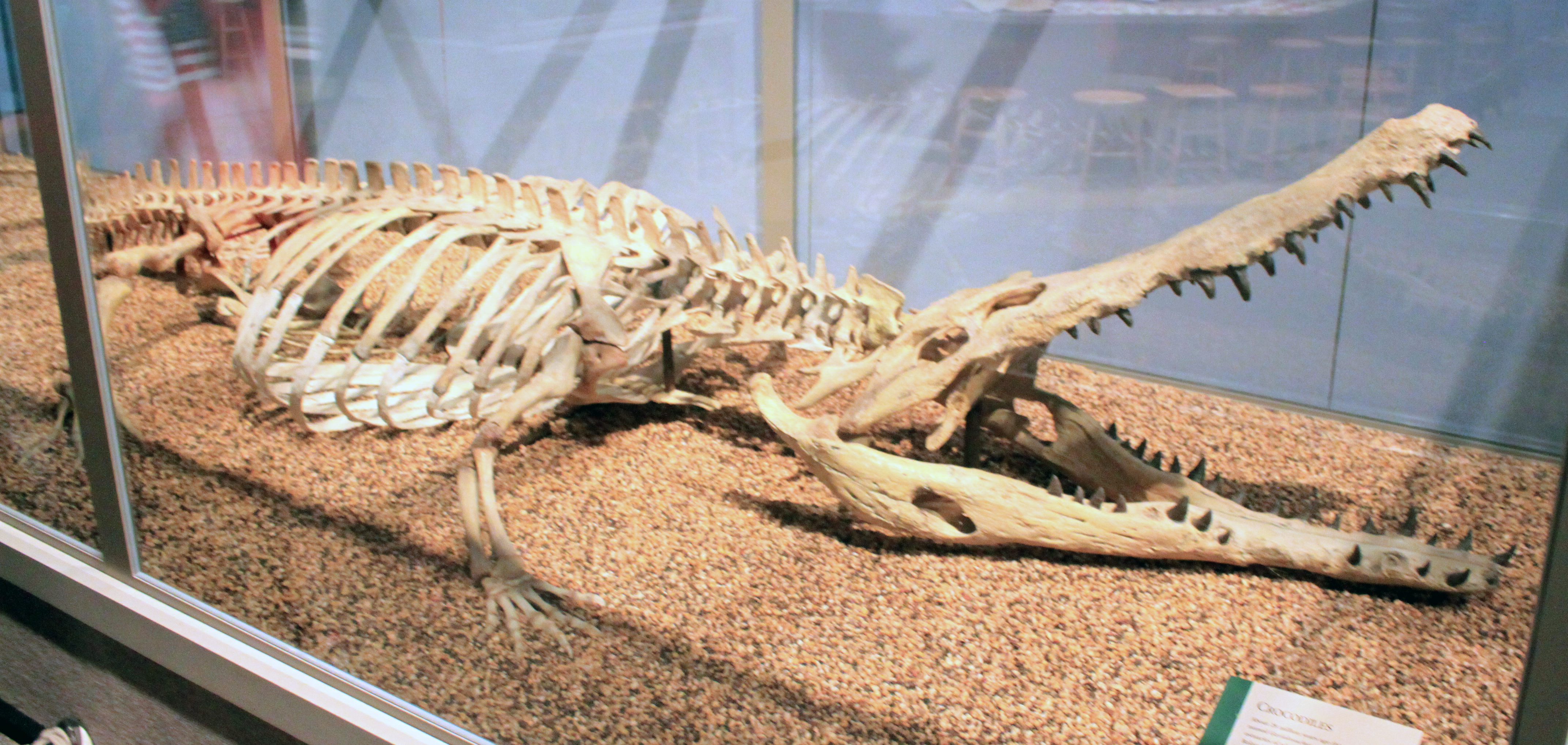
Nordamerikanische Formen wie „Gavialosuchus“ carolinensis werden heute der Gattung Thecachampsa zugeordnet.

1915 beschrieb Elias Howard Sellards eine augenscheinlich ähnliche Art aus dem Miozän von Florida zunächst als Tomistoma americana. Charles C. Mook ordnete das Taxon 1921 als Gavialosuchus americana der Gattung Gavialosuchus zu und bezog sich dabei ausdrücklich auf die Erstbeschreibung von Toula und Kail. Mit Gavialosuchus carolinensis wurde 1996 durch Bruce R. Erickson und Glen T. Sawyer eine weitere nordamerikanische Art in die Gattung eingeführt.
Kurze Zeit später kamen allerdings erste Zweifel auf, ob eine Zuordnung der nordamerikanischen Formen zur Gattung Gavialosuchus zulässig sei. Im Jahr 2000 wurde Gavialosuchus eggenburgensis erstmals in umfangreicheren phylogenetischen Analysen mit berücksichtigt und es ergaben sich erste Anzeichen dafür, dass die nordamerikanischen Formen mit Gavialosuchus eggenburgensis keine monophyletische Gruppe bilden. Albert C. Myrick, Jr. synonymisierte 2001 Gavialosuchus americana mit dem bereits 1852 von Joseph Leidy beschriebenen Taxon Thecachampsa antiqua, stieß damit in Fachkreisen jedoch zunächst kaum auf Zustimmung. Erst 2007 wurde Myricks Einschätzung durch Piras et al. teilweise bestätigt. Gavialosuchus americana und Gavialosuchus carolinensis wurden neben Thecachampsa antiqua in die Gattung Thecachampsa gestellt. Spätere phylogenetische Analysen bestätigten diese Gliederung und Gavialosuchus eggenburgensis war damit wieder der einzige bekannte Vertreter der nunmehr wieder monotypischen Gattung Gavialosuchus.

## Synonyme
Die wechselvolle Forschungsgeschichte und die allgemeine Schwierigkeit fossile Vertreter der Krokodile systematisch einzuordnen, spiegelt sich in der Anzahl der in der Fachliteratur verwendeten Synonyme für Gavialosuchus eggenburgensis wider. Die in der folgenden Liste angeführten Referenzen beziehen sich nur auf die in den Einzelnachweisen angeführten Quellen und stellen dementsprechend eine subjektive Auswahl dar.
- Crocodilus eggenburgensis[17]
- Crocodilus (Gavialosuchus) eggenburgensis[1][4][5]
- Gavialosuchus eggenburgense[9]
- Gavialosuchus eggenburgensis[1][2][3][11][12][14][15][16]
- Tomistoma eggenburgense[6][7][18]
- Tomistoma eggenburgensis[19]

## Fossilbeleg
Neben dem, von Toula und Kail mühsam rekonstruierten, Schädel umfasst das von Krahuletz geborgene Fossilmaterial noch einen isolierten Einzelzahn und mehrere Wirbel, von denen jedoch nur ein präsakraler Wirbel gut genug erhalten ist um diagnostisch verwertbare Merkmale zu zeigen.

## Merkmale

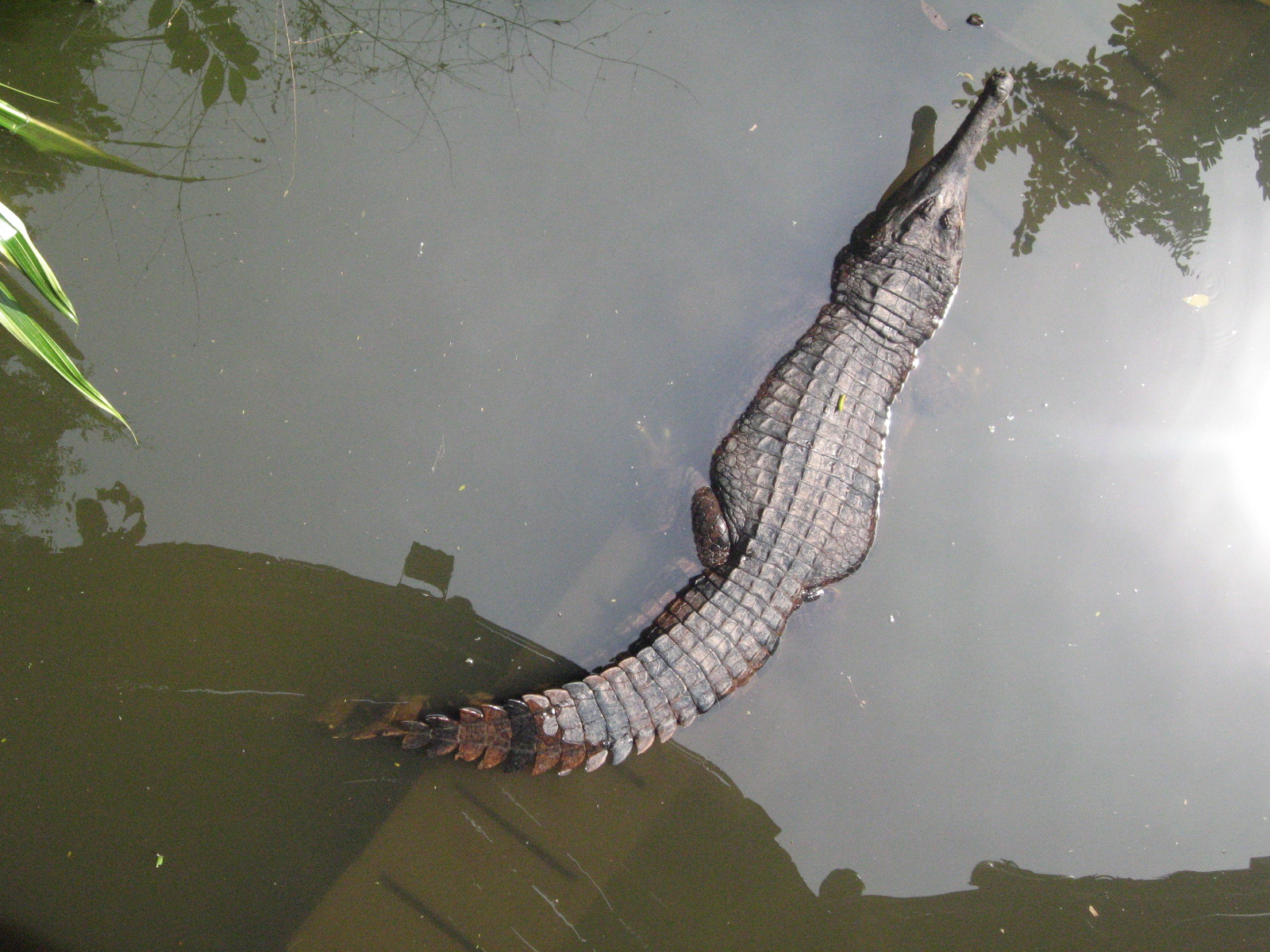
Der Sunda-Gavial (Tomistoma schlegelii) ist die am nächsten verwandte rezente Art.

Der Schädel von Eggenburg erreicht, ohne die fehlende Schnauzenspitze, eine Länge von 73 cm und entspricht in seinen Dimensionen annähernd denen der größten Gangesgaviale (Gavialis gangeticus) die eine Länge von bis zu 6 m erreichen können. Die Form des Schädels entspricht dagegen der des Sunda-Gavials (Tomistoma schlegelii). Insbesondere ist der Übergang vom Schädel zur langgestreckten Schnauze fließend, wie beim Sunda-Gavial und nicht abgesetzt, wie beim Gangesgavial.
Die in weiterer Folge aufgelisteten Merkmale entsprechen der Erstbeschreibung durch Toula und Kail die im Wesentlichen auch für spätere phylogenetische Analysen verwendet wurde. Die angeführten Merkmale sind eine Auswahl und beziehen sich hauptsächlich auf Unterschiede zum rezenten Sunda-Gavial und der nahe verwandten fossilen Form Tomistoma lusitanica aus dem Miozän des Mittelmeerraumes entsprechend der von Stéphane Jouve 2016 verwendeten phylogenetischen Datenmatrix. Im Text verwendete Abkürzungen beziehen sich auf die rechts wiedergegebenen Originalabbildungen aus der Erstbeschreibung.

### Gemeinsame Merkmale mitTomistoma lusitanicaim Gegensatz zum Sunda-Gavial
Das tischartige Schädeldach ist eben und nicht in der Mitte vertieft wie beim Sunda-Gavial. Das Foramen incisivum („fi.“) ist schmal und nimmt weniger als die Hälfte der Breite der Prämaxilla ein. Beim Sunda-Gavial ist diese Öffnung extrem reduziert und dünn. Das obere Schläfenfenster („ft.“) ist breiter als lang. Der hintere Rand des oberen Schläfenfensters ist gerade und seitlich nach hinten orientiert. Zudem ist die hintere Kante des oberen Schläfenfensters dünner als die seitliche Kante. Beim rezenten Sunda-Gavial, ist das obere Schläfenfenster eher klein und rundlich mit einer im Vergleich zur Seitenkante deutlich verdickten Hinterkante ausgebildet. Die vordere Spitze des Os praefrontale („fa.“) liegt zur Gänze zwischen Nasenbein („na.“) und Tränenbein („la.“). Beim Sunda-Gavial endet dieser Knochen in einer Einbuchtung innerhalb des Nasenbeins. Das Stirnbein („f.“) endet annähernd auf gleicher Höhe mit dem paarigen Os praefrontale („fa.“). Bei T. lusitanica kann es teilweise auch deutlich darüber hinausragen, aber beim Sunda-Gavial endet es stets dahinter.
Krokodile besitzen einen verschließbaren äußeren Gehörgang, wodurch verhindert wird, dass beim Tauchen Wasser eindringt. Die für den Schließmechanismus verantwortliche Muskulatur setzt in einer Vertiefung am Schuppenbein an. Beim Sunda-Gavial sind die Ränder dieser Vertiefung parallel zueinander orientiert, bei G. eggenburgensis und T. lusitanica sind sie nach vorne hin aufgeweitet.

### Unterscheidungsmerkmale zuTomistoma lusitanicaund zum Sunda-Gavial
Der vierte Zahn der Maxilla ist am stärksten ausgeprägt; bei Tomistoma lusitanica und dem Sunda-Gavial ist es jeweils der fünfte Zahn. Die Maxilla („sm.“) weist einen nach hinten ragenden Fortsatz auf, der zwischen das Tränenbein („la.“) und das Nasenbein („na.“) eingreift. Beim Sunda-Gavial ist ein ähnlicher Fortsatz vorhanden, der jedoch eine entsprechende Einbuchtung innerhalb des Tränenbeins einnimmt. Bei Tomistoma lusitanica ist kein vergleichbarer Fortsatz der Maxilla vorhanden. Die mediale Hemicondyle des Quadratums ist klein und bauchwärts zurückgebogen. Bei T. lusitanica und dem Sunda-Gavial ist sie ausgedehnter. Das Pflugscharbein wird vollständig von Maxilla und Gaumenbein („pal.“) überdeckt. Bei T. lusitanica und dem Sunda-Gavial liegt es teilweise frei. Ein ventral vom Os praefrontale ausgehender Knochenpfeiler („prefrontal pillar“) ist in seiner dorsalen Hälfte schmal und nicht entlang der Schädellängsachse verbreitert wie bei T. lusitanica und dem Sunda-Gavial. Die laterale Kante des Jochbeins („ju.“) steigt seitlich bis zur postorbitalen Spange an und bildet seitlich einen Sockel zur postorbitalen Spange aus. Bei T. lusitanica und dem Sunda-Gavial trennt hingegen eine Furche diese Kante von der postorbitalen Spange.

## Systematik und Phylogenie
Die systematische Einordnung fossiler Vertreter der Krokodile ist hochgradig komplex. Das liegt nicht nur daran, dass von fossilen Vertretern oft nur bruchstückhaftes Belegmaterial vorhanden ist, sondern auch daran, dass die Verwandtschaftsverhältnisse unter den rezenten Formen nicht restlos geklärt sind. Phylogenetische Analysen nach rein morphologischen Aspekten widersprechen zum Teil den Ergebnissen molekulargenetischer Untersuchungen.
Dies betrifft insbesondere die Verwandtschaftsverhältnisse von Gangesgavial (Gavialis gangeticus) und Sunda-Gavial (Tomistoma schlegelii) und damit indirekt auch die systematische Stellung von Gavialosuchus. Nach der klassischen, rein morphologischen Systematik sind der Gangesgavial und seine fossile Verwandtschaft (Gavialidae/Gavialinae) und der Sunda-Gavial samt seiner fossilen Verwandtschaft (Tomistominae) nicht näher miteinander verwandt. Letztere werden zu den Echten Krokodilen (Crocodylidae) gezählt, während Erstere als eigenständige Gruppe den Brevirostres (Crocodylidae + Alligatoridae) gegenübergestellt.
Die molekulargenetischen Untersuchungen zeigen jedoch, dass Gangesgavial und Sunda-Gavial nahe miteinander verwandte Arten sind und unter Einbeziehung der fossilen Formen bilden Tomistominae und Gavialinae gemeinsam die Ordnung der Gavialidae, welche näher mit den Crocodylidae verwandt ist als mit den Alligatoridae.
Die beiden nebenstehenden Kladogramme geben die am häufigsten in der Literatur zitierten Hypothesen zur inneren Systematik der fossilen Tomistominae wieder. Beiden gemeinsam ist, dass Gavialosuchus eggenburgensis, Tomistoma lusitanica und der rezente Sunda-Gavial in einer gemeinsamen Klade liegen, während die früher zur Gattung Gavialosuchus gezählten nordamerikanischen Formen (Thecachampsa) ebenfalls eine offenbar gut ausgebildete, eigenständige Klade abseits davon bilden.
Beide Kladogramme unterscheiden sich in einigen Details deutlich voneinander und beide zeigen einige Mängel in der Systematik der fossilen Tomistominae auf. Beide Analysen platzieren verschiedene fossile Vertreter der Gattung Tomistoma, in unterschiedlichem Ausmaß, gemeinsam mit Vertretern anderer Gattungen in mehreren Kladen oder Teilkladen. Nach der Analyse durch Brochu & Storrs, 2012 wäre die Gattung Tomistoma als polyphyletisch zu bezeichnen; nach der Analyse durch Jouve, 2016 zumindest als paraphyletisch. Jouve trägt diesem Umstand teilweise Rechnung, indem er die Gattungsnamen der Tomistoma-Vertreter abseits der Klade Gavialosuchus eggenburgensis + Tomistoma lusitanica + Tomistoma schlegelii unter Anführungszeichen setzt.
Die Analyse von Brochu & Storrs weist Tomistoma lusitanica als am nächsten verwandt mit dem Sunda-Gavial aus, mit dem das Taxon eine gemeinsame Teilklade bildet, der eine zweite Teilklade mit Gavialosuchus eggenburgensis und dem ostasiatischen Taxon Toyotamaphimaea machikanensis gegenüber steht. Dies steht zumindest nicht in Widerspruch mit der Beibehaltung einer eigenständigen Gattung für Gavialosuchus eggenburgensis.
Die Analyse von Jouve weist Tomistoma lusitanica hingegen als am nächsten verwandt mit Gavialosuchus eggenburgensis aus, mit dem das Taxon eine gemeinsame Teilklade bildet, der der Sunda-Gavial als Schwestertaxon gegenüber steht. Streng genommen müsste hier dementsprechend entweder Tomistoma lusitanica in  die Gattung Gavialosuchus übernommen oder, wie bereits von Lydekker, 1886 vorgeschlagen, Gavialosuchus eggenburgensis in die Gattung Tomistoma integriert werden.

## Palökologie
Der Schädelform entsprechend war Gavialosuchus eggenburgensis vermutlich piscivor.
Die Sedimente der Burgschleinitz-Formation wurden in einer flachen Meeresbucht („Eggenburger Bucht“) am westlichen Rand der Paratethys abgelagert. Die Bucht griff weit in die Landgebiete der Böhmischen Masse ein und war Teil einer reich gegliederten Küstenregion mit zahlreichen Inseln, Halbinseln, Buchten und Ästuaren. Bereits Toula & Kail beschrieben, nach Angaben von Krahuletz, einen Zusammenhang des Fundes von Gavialosuchus eggenburgensis mit einer auffälligen Lage von groben Kristallingeröllen. Solche Lagen sind innerhalb der Burgschleinitz-Formation weit verbreitet, stehen meist in Zusammenhang mit größeren Funden von Wirbeltierresten und werden nach modernen Analysen als Ablagerungen von Schuttströmen, möglicherweise ausgelöst durch schwere Sturmereignisse, interpretiert.
Die Küstenregion selbst und deren Hinterland trugen eine dichte Vegetationsdecke, die annähernd zeitgleich, lokal auch zur Bildung von dünnen Braunkohle-Flözen führte (Mold-Formation). In offenen Gewässern (Süß- und Brackwasser) traten Algen (unter anderem Botryococcus braunii) und Nachtkerzengewächse der Gattung Ludwigia auf. Ufernahe Verlandungszonen wurden durch Laichkräuter, Sauergrasgewächsen und Igelkolben geprägt. In den angrenzenden Moorgesellschaften dominierten Moose, Sauergrasgewächse, und Süßgräser mit Heidekrautartigen aus der Familie der Cyrillaceae und Gagelstrauchgewächsen der Gattung Myrica. Sumpfwälder waren von Hickory-Bäumen, Tupelobäumen und verschiedenen Vertretern der Taxodiaceae geprägt, in den Auwäldern dominierten Kiefern, Eschen (ähnlich der Weiß-Esche), Ahorne, Erlen, Birken, Weiden, Rautengewächse der Gattung Toddalia und weitere Vertreter der Nachtkerzengewächse. Abseits der Sumpflandschaften traten Wälder mit Walnussgewächsen der Engelhardia/Oreomunnea-Gruppe und der Gattung Juglans, Mastixiaceen, Ulmen, Linden, Buchengewächse der Gattungen Castanea und Castanopsis, Heidekrautartigen der Gattung Symplocos und Sapotengewächsen sowie rankenbildende Weinrebengewächse der Gattung Parthenocissus. Das Gebirgsrelief im weiteren Hinterland trug Nadelwälder mit Hemlocktannen, Kiefern und Schirmtannen. Kiefern könnten auch einen wesentlichen Bestandteil der unmittelbaren Küstenwälder gebildet haben.
Die Pflanzengesellschaft lässt sich der neogenen Pollenzone NGZ II der zentralen Paratethys zuordnen und spricht für ein ganzjährig sehr warmes Klima mit hoher Luftfeuchtigkeit.
Gavialosuchus eggenburgensis teilte sich diesen Lebensraum unter anderem mit Seekühen der Art Metaxytherium krahuletzi und dem Delphin Schizodelphis sulcatus dazu kommen noch zahlreiche Belege für Haie, Rochen, Knochenfische und Schildkröten. An Landsäugetieren sind der Anthracothere Brachyodus onoideus und verschiedene Kleinsäuger wie etwa Amphiperatherium, Prolagus, Heteroxerus, Melissiodon oder Ligerimys nachgewiesen.